# Arnold Hendrik Koning (1860-1945)
Arnold (Nol) Hendrik Koning (Winschoten, 2 april 1860 - Barneveld, 20 januari 1945) was een Nederlandse kunstschilder. Hij schilderde in de stijl van de Haagse School.

## Levensloop
Koning werd geboren in een Groningse patriciërsfamilie van juristen en bestuurders. Na het doorlopen van het gymnasium in Winschoten vertrok hij naar Amsterdam om te studeren aan de Rijksacademie voor Beeldende Kunsten.
In 1886 debuteerde hij door deelname aan een tentoonstelling in Pictura (Groningen). Hetzelfde jaar verhuisde hij naar Den Haag voor cursussen aan de Koninklijke Academie van Beeldende Kunsten. In 1887 vertrok hij voor negen maanden naar Parijs. Daar ontmoette hij Theo van Gogh, kunsthandelaar voor Goupil & Cie, en zijn oudere broer Vincent. Nadat Vincent in het voorjaar van 1888 vanuit Parijs naar het Zuiden was vertrokken, kreeg Arnold een plek in Theo's appartement aan de Rue Lepic. Van de vriendschap zijn brieven overgeleverd.
Terug in Nederland ging Koning weer in Den Haag wonen en reisde door Nederland om te schilderen. Met zijn negen jaar jongere broer Edzard Willem Koning, die voor een studie aan de Haagse academie ook naar de Hofstad was gekomen, maakte hij deel uit van de Haagse schilderscultuur. In 1893 trouwde hij en verhuisde naar Rijswijk. Er werden uit het huwelijk twee kinderen geboren. In 1897 verhuisde het gezin naar Ede. In 1909 volgde een scheiding en vertrok hij naar Voorthuizen. In Voorthuizen liet hij een huis bouwen, hertrouwde en combineerde het schilderen met een eenvoudig bestaan als keuterboer. In de winter van 1944-45 viel hij van de keldertrap en overleed.
Koning was lid van Arti et Amicitiae, Pulchri Studio, de Haagse Kunstkring en Pictura Veluvensis.

## Schilderstijl
Als Koning in 1880 aan de Rijksacademie gaat studeren is het Nederlandse impressionisme van de Haagse School de toonaangevende stijl. Hij maakte zich die stijl eigen en bleef er zijn hele werkzame leven trouw aan. Vernieuwingen gingen aan hem voorbij.
Hij schilderde het traditionele Nederlandse landschap van vissers en boeren, met een losse, vloeiende stijl, waarbij de minder belangrijke beeldelementen met een enkele verfstreek gesuggereerd werden. Deze stijl was zijn betrouwbare voertuig om de sfeer van het landschap te treffen.
Koning hield van de natuur. De urbanisatie rond Den Haag dreef Arnold naar de ongerepte Veluwe. Maar de vernieuwing haalde hem daar in. De modernisering van Nederland met de schaalvergroting in de landbouw en de afsluiting van de Zuiderzee transformeerden het landschap van boeren en vissers. Vanaf 1920 trok hij zich terug in Voorthuizen. Hij hield zich bezig met zijn tuin en zijn dieren. Het kippenhok achter in de tuin werd onderwerp op zijn kleine schilderijtjes.
Slechts een beperkt aantal landschappen op schilderijen van Koning is topografisch te plaatsen. Hij vond het niet belangrijk om zijn werk te dateren en van een plaatsaanduiding te voorzien. Als er al titels bekend zijn, dan heet een schilderij: Aan de rand van een stadje of Dorpsstraat in Overijssel. Het ging hem om de sfeer in het cultuurlandschap.

## Werk in Nederlandse collecties
- Het Van Gogh Museum in Amsterdam bezit meerdere schilderijen van Koning uit de nalatenschap van Theo van Gogh. Het gaat om werk dat Koning in Parijs heeft achtergelaten en om werk dat hij na 1888 vanuit Den Haag toestuurde.
- Het Drents Museum in Assen beheert de collectie van de Stichting Schone Kunsten rond 1900. In deze collectie is Arnold Hendrik Koning vertegenwoordigd.
- Het Groninger Museum heeft tekeningen en in 2003 werd een belangrijk werk van Arnold Koning verworven.
- Ook de gemeenten Barneveld en Ede hebben (veelal door giften) werk van Arnold Koning in bezit.
- Particuliere collecties – Arnold Koning is dan wel grotendeels vergeten, toch is er een beperkt aantal particuliere verzamelaars van zijn werk. Uit die collecties werd in 2008 in Harderwijk een tentoonstelling samengesteld. Tegelijkertijd was er bij het Veluws Museum Nairac in Barneveld een tentoonstelling met werk van Edzard Koning.

## Meer informatie
- De database van het Rijksbureau voor Kunsthistorische Documentatie geeft informatie over de schilder Arnold Koning. RKD over Arnold Koning
- Elizabeth Yates (kleindochter van Edzard Koning) schreef een boek over Arnold & Edzard Koning: Yates, Elizabeth. Koningskunst van Parijs tot de Veluwe. Koninklijke BDU Uitgevers, 2008
- Sinds het voorjaar van 2024 heeft het Van Gogh Museum op haar website een bestandscatalogus gepubliceerd van de collectie van Theo en Vincent van Gogh:  Lisa Smit, ‘Paintings and Drawings by Arnold Koning’, catalogue entry in Contemporaries of Van Gogh 1: Works Collected by Theo and Vincent, Joost van der Hoeven (ed.), Amsterdam: Van Gogh Museum, 2024.

## Galerij

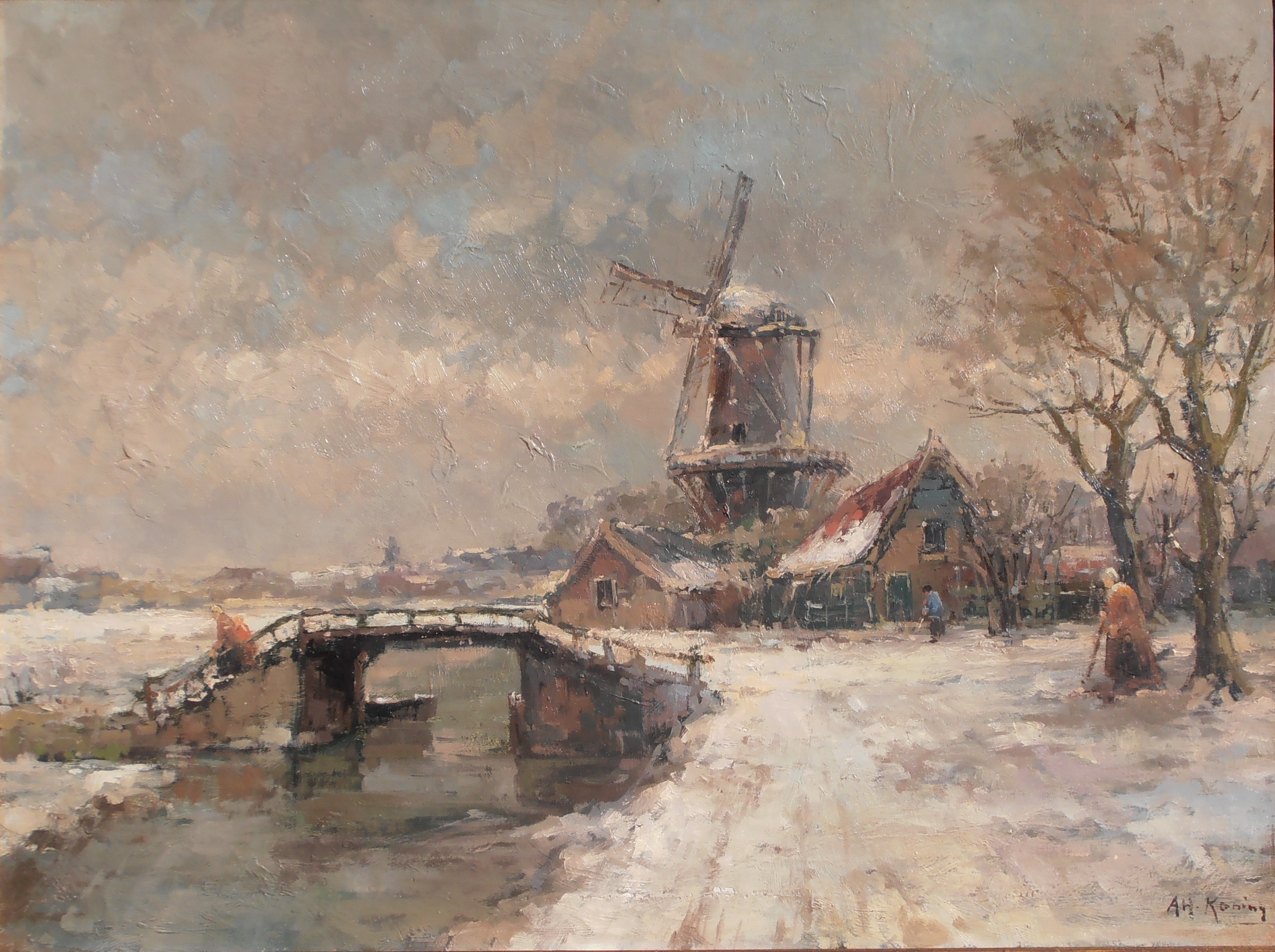
Winterlandschap met molen (ca.1886)
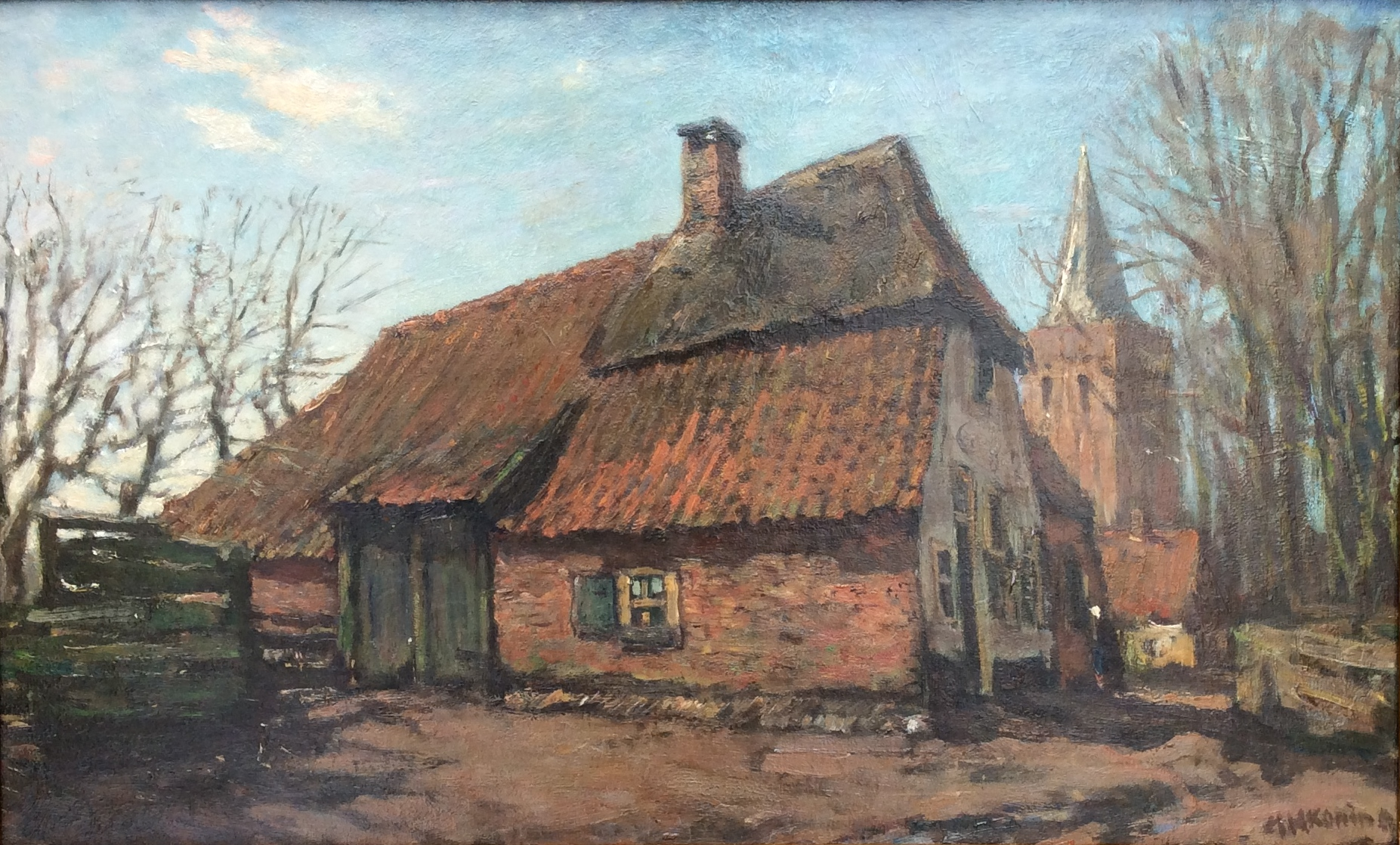
Boerderij met op de achtergrond de Oude Kerk van Ede (ca.1905)
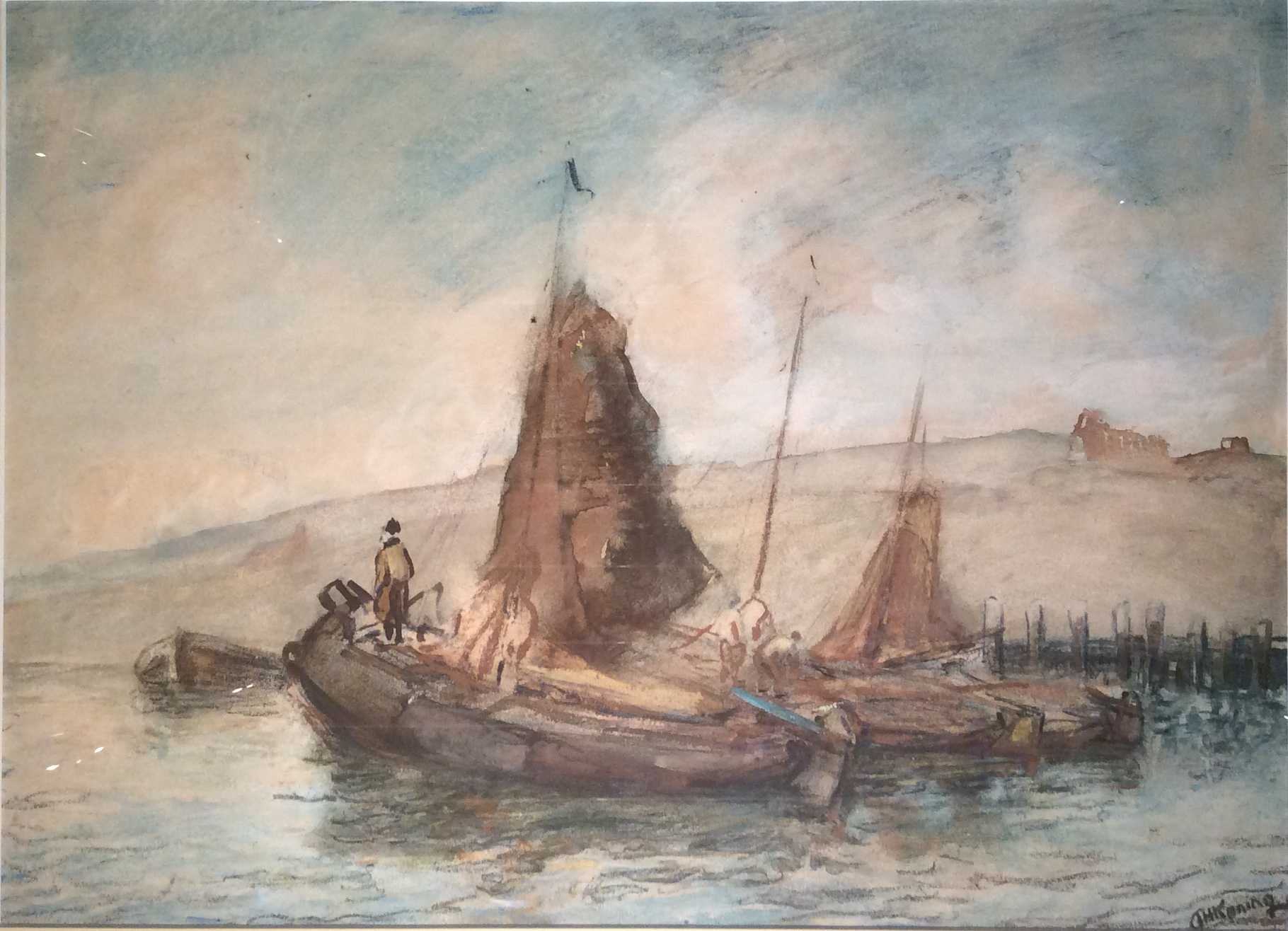
Afgemeerde botters (ca.1910)
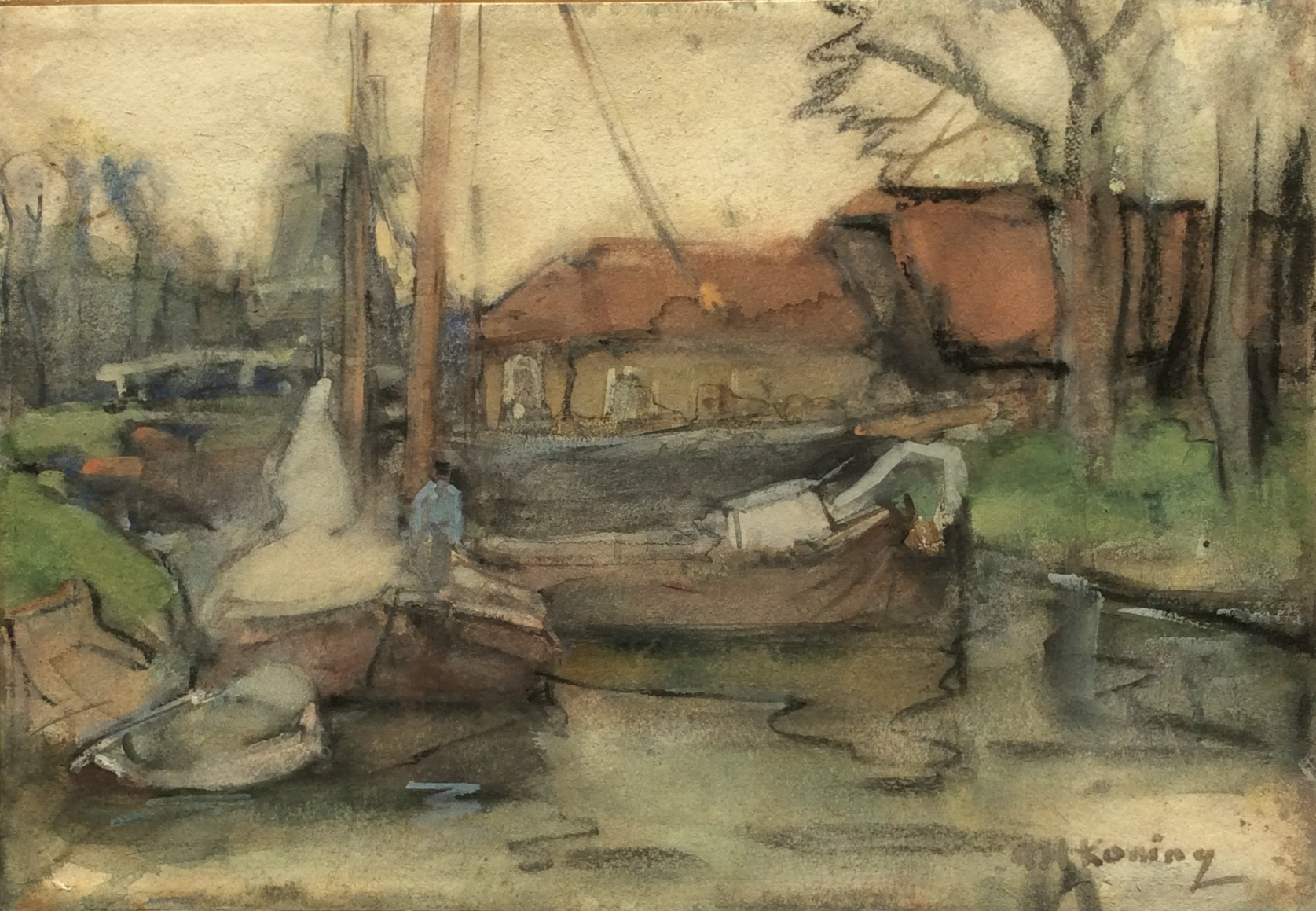
Schepen in binnenhaven

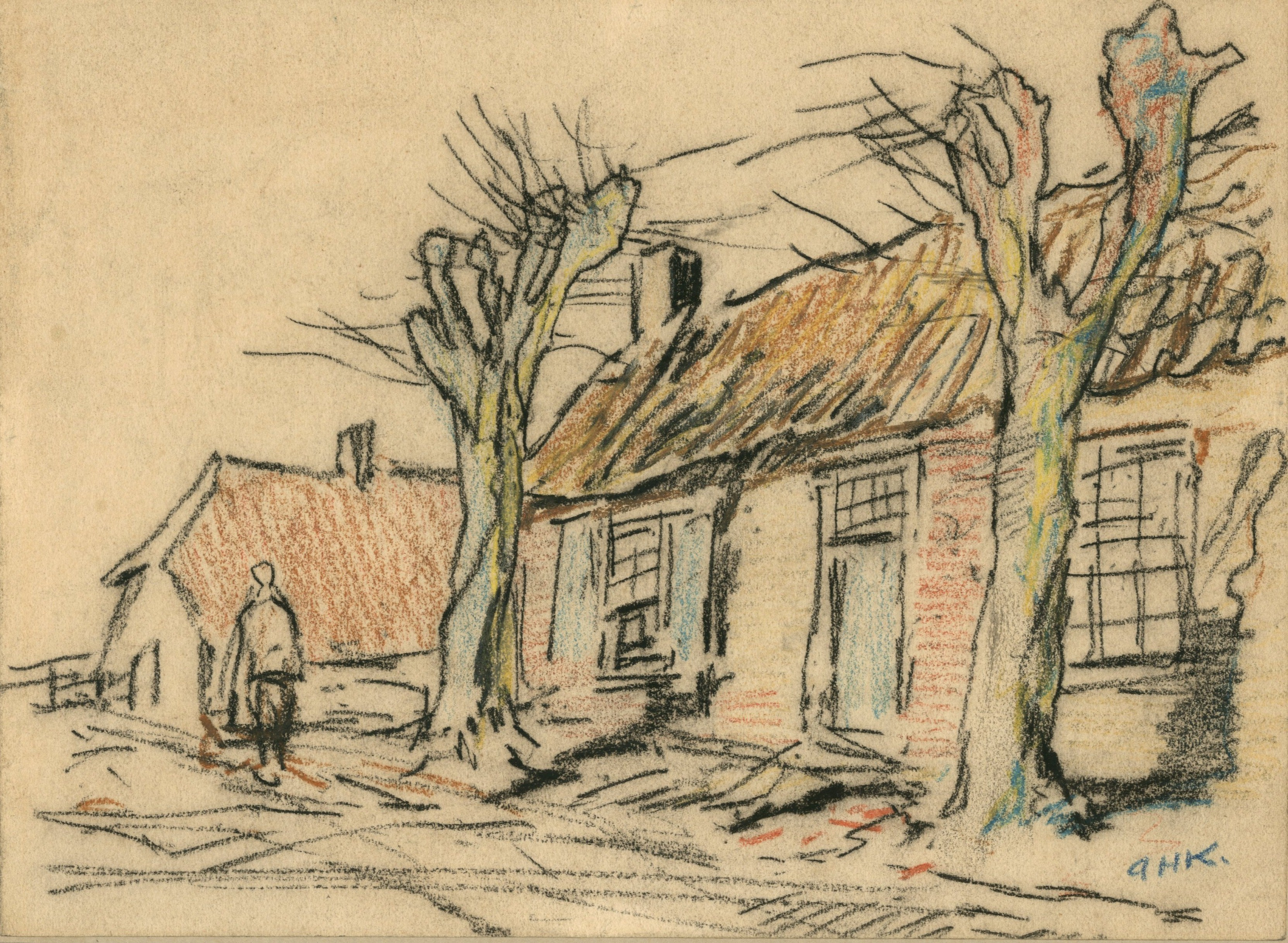
Boerenhuisjes Ede
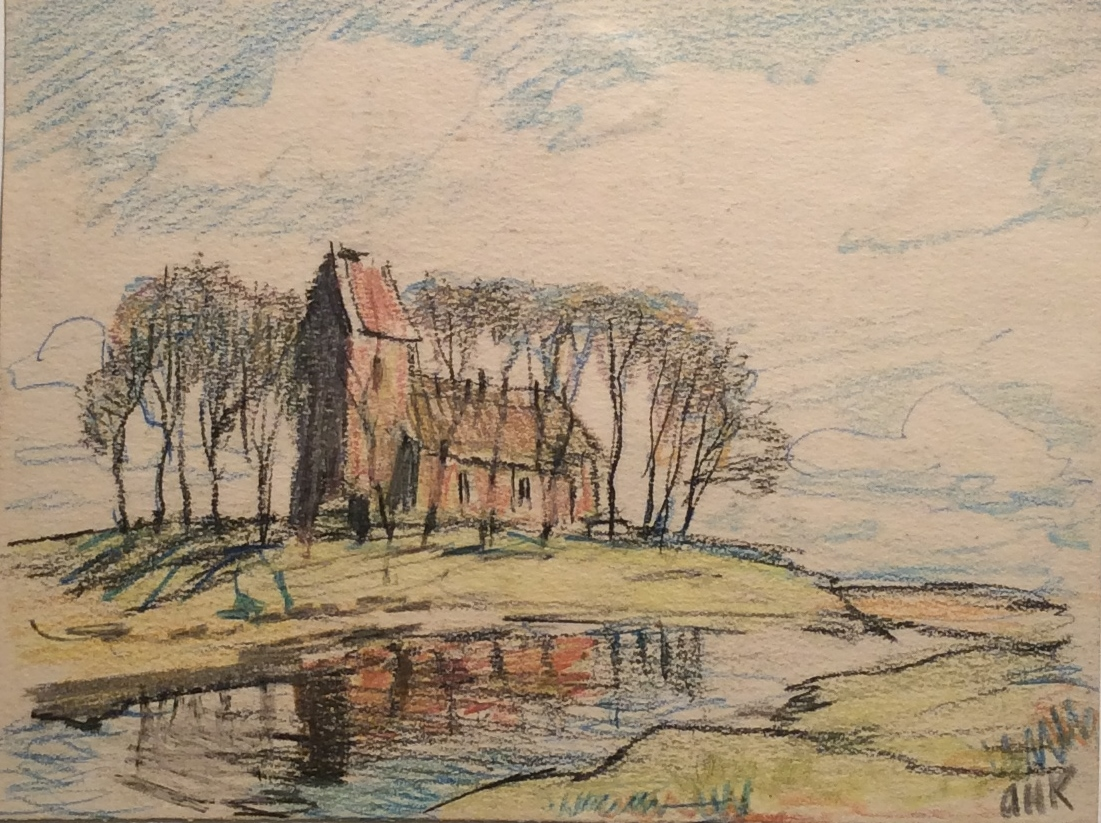
Kerk van Marsum
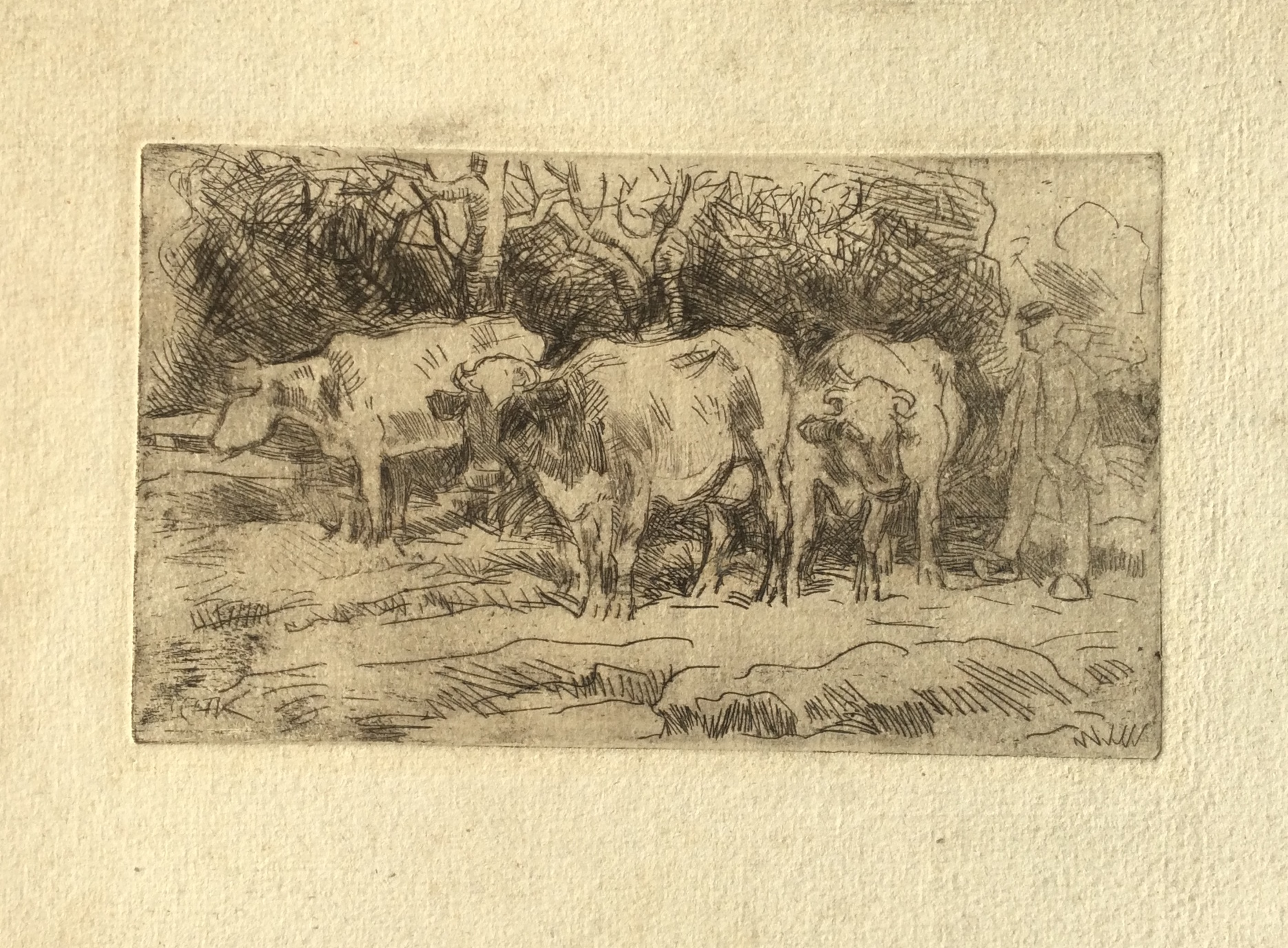
Boer met koeien

- Biografisch Portaal: 64529559
- Gemeinsame Normdatei: 137536437
- International Standard Name Identifier: 0000 0000 5889 4888
- Library of Congress Control Number: no2009053672
- Nederlandse Thesaurus van Auteursnamen: 074040944
- RKD-Nederlands Instituut voor Kunstgeschiedenis: 45594
- Système universitaire de documentation: 135547954
- Union List of Artist Names: 500299236
- Virtual International Authority File: 81714517
- WorldCat: E39PBJcKJBmchT6BX6YB4MDTHC